# 김천시립미술관
김천시립미술관은 경상북도 김천시에 있는 공립 미술관이다.

## 연혁
- 2012년 12월 24일 김천시립미술관 개관.